# Viaggio Italiano
Viaggio Italiano ist das erste klassische Studioalbum des italienischen Tenors Andrea Bocelli. Der Inhalt des Albums ist hauptsächlich mit Titeln aus dem italienischen Sprachraum versehen, neapolitanische Lieder sind auch darunter vorhanden, wie etwa O Sole Mio. Es konnte sich in vielen nationalen Charts weit oben platzieren, obwohl es fast ausschließlich klassische Musik umfasst.
Das Album wurde 1995 auf nationaler Ebene veröffentlicht, weitere Veröffentlichungen in anderen Ländern fanden hauptsächlich 1996 statt, wie etwa im November in Deutschland. In manchen Ländern fand das Album erst 1998 in die Charts, beispielsweise in den Vereinigten Staaten, in denen es erst gegen Ende März 1998 in den Billboard Charts erschien. in den Catalog Albums erschien es sogar erst am 30. Juni 2001 und konnte sich dort auf Platz 19 etablieren.
Viaggio Italiano wurde anfangs nur in Italien veröffentlicht und konnte sich dort fast 300.000 mal verkaufen. Nachdem es auf den internationalen Märkten erschienen war, wurde es bis heute etwa zwei Millionen Mal verkauft.
Es wurde 1997 mit dem ECHO für Klassische Musik ausgezeichnet.

## Inhalt
Das Album wurde mit der weltweit bekannten Arie Nessun dorma aus der Oper Turandot von Giacomo Puccini eröffnet. Kurz darauf lassen sich auch Titel Giuseppe Verdis finden, dem Bocelli 2000 sogar ein eigenes Album mit dem Titel Verdi widmete.
Neben den italienischen Titeln, die anfangs erscheinen, lassen sich auch lateinische Texte finden, so sang Bocelli etwa das Ave Maria nach der Version von Franz Schubert.
Es folgten neapolitanische Titel, die eine internationale Bekanntheit besitzen, allen voran sei das Lied O Sole Mio zu nennen. Im Album schrieb Bocelli selbstironisch [m]i scusco di coure con tutti i napoletani per il mio accento (ich entschuldige mich von ganzem Herzen bei allen Neapolitanern für meinen Akzent), da er selbst nicht aus Neapel, sondern weiter nördlich aus der Toskana stammt. Er versprach jedoch im Folgenden, seine Aussprache verbessern zu wollen.
Begleitet wurde Bocelli während der Aufnahmen vom Moscow Radio Symphony Orchestra unter der Leitung von Wladimir Iwanowitsch Fedossejew. Chorale Unterstützung erhielt Bocelli von The Academy of Choir Art of Russia, das von Victor Popov geleitet wurde. Die neapolitanischen Lieder hingegen entstanden instrumental durch das neapolitanische Orchester unter der Leitung Renato Serios.
Das letzte Lied Adeste Fideles ist ein Live-Mitschnitt aus einem Auftritt Bocellis. Er wurde am 16. Dezember 1994 von Media Sound aufgenommen. In der Aufnahme, die den Titel Massaggio Bocelli oder teilweise auch Message Bocelli heißt, kündigt er vorab an, dass man nun Adeste Fideles hören wird und unterrichtet den Hörer, er habe die Ehre gehabt, diese Version vor dem Papst vortragen zu dürfen.

## Dank und Widmung
Wie schon im Album Bocelli, das 1995 erschien, bedankte sich Bocelli unter anderem bei Franco Corelli, den er als seinen Lehrmeister ansieht. Nach der Liste der Bedankten fügte Bocelli noch an, er wolle sich ai miei genitori, a mia moglie Enrico e a mio figlio (bei meinen Eltern, meiner Ehefrau Enrica und meinem Sohn) bedanken.
Bocelli hatte beabsichtigt, das Album Viaggio Italiano der italienischen Emigration zu widmen, die im 19. Jahrhundert vor allem in die Vereinigten Staaten stattfand, was den Titel des Albums (Italienische Reise) erklärt.

## Titelliste
1. Nessun dorma
2. Lamento di Federico
3. Ah, la paterna mano
4. La donna è mobile
5. Una furtiva lagrima
6. Panis Angelicus
7. Ave Maria
8. ’O sole mio
9. Core n’grato
10. Santa Lucia luntana
11. I’ te vurria vasà
12. Tu, ’ca nun chiagne!
13. Marinarello
14. Piscatore è Pusilleco
15. Messaggio Bocelli
16. Adeste Fideles[4]

## Rezeption

### Rezensionen
Sarah Bryan Miller schrieb, nachdem das Album am 1. Oktober 1997 veröffentlicht wurde, Bocelli sei wahrhaft geeignet, diese Arien zu singen ([t]he best contender so far is Andrea Bocelli), räumte jedoch ein, dass man mit den Aufnahmen des jungen Luciano Pavarotti besser bedient sei ([a]nyone with a real interest in tenor arias would be much better advised to check out recordings by the young Luciano Pavarotti). Zu seiner Stimme bemerkte Miller fast nur negatives, sie eröffnete dieses Kapitel zwar mit dem Lob, Bocellis Stimme klinge echt (real voice), er habe sogar die Fähigkeit manchmal wirklich eine aufregende Tenorstimme von sich geben zu können (a really exciting tenor sound), doch im Allgemeinen bemängelte Miller, dass Bocelli qualitativ schwach sei, es habe den Anschein als könne Bocelli nicht den genaueren Sinn der Worte, die er Singe verstehen oder dem Hörer vermitteln, obwohl er selbst Italiener sei.
Zum Moskauer Orchester merkte Miller an, dass es schwerfällig (stogily) spiele.

### Auszeichnung
- 1997: ECHO Klassik für Best seller of the year

## Kommerzieller Erfolg

### Chartplatzierungen
| ChartsChartplatzierungen       | Höchstplatzierung | Wochen |
| ------------------------------ | ----------------- | ------ |
| Deutschland (GfK)              | 15 (28 Wo.)       | 28     |
| Österreich (Ö3)                | 19 (16 Wo.)       | 16     |
| Schweiz (IFPI)                 | 17 (7 Wo.)        | 7      |
| Vereinigte Staaten (Billboard) | 153 (21 Wo.)      | 21     |
| Vereinigtes Königreich (OCC)   | 24 (10 Wo.)       | 10     |

| ChartsJahrescharts (1997) | Platzierung |
| ------------------------- | ----------- |
| Deutschland (GfK)         | 68          |

### Auszeichnungen für Musikverkäufe
| Land/Region                  | Auszeichnungen für Musikverkäufe (Land/Region, Auszeichnung, Verkäufe) | Verkäufe  |
| ---------------------------- | ---------------------------------------------------------------------- | --------- |
| Argentinien (CAPIF)          | Platin                                                                 | 60.000    |
| Australien (ARIA)            | Platin                                                                 | 70.000    |
| Belgien (BRMA)               | Platin                                                                 | (50.000)  |
| Deutschland (BVMI)           | Gold                                                                   | (250.000) |
| Europa (IFPI)                | Platin                                                                 | 1.000.000 |
| Kanada (MC)                  | Platin                                                                 | 100.000   |
| Neuseeland (RMNZ)            | Gold                                                                   | 7.500     |
| Niederlande (NVPI)           | Platin                                                                 | (100.000) |
| Norwegen (IFPI)              | Gold                                                                   | (15.000)  |
| Schweiz (IFPI)               | Gold                                                                   | (25.000)  |
| Vereinigte Staaten (RIAA)    | Gold                                                                   | 500.000   |
| Vereinigtes Königreich (BPI) | Platin                                                                 | (300.000) |
| Insgesamt                    | 5× Gold · 7× Platin ·                                                  | 1.737.500 |

Hauptartikel: Andrea Bocelli/Auszeichnungen für Musikverkäufe